# Grenoble École de Management

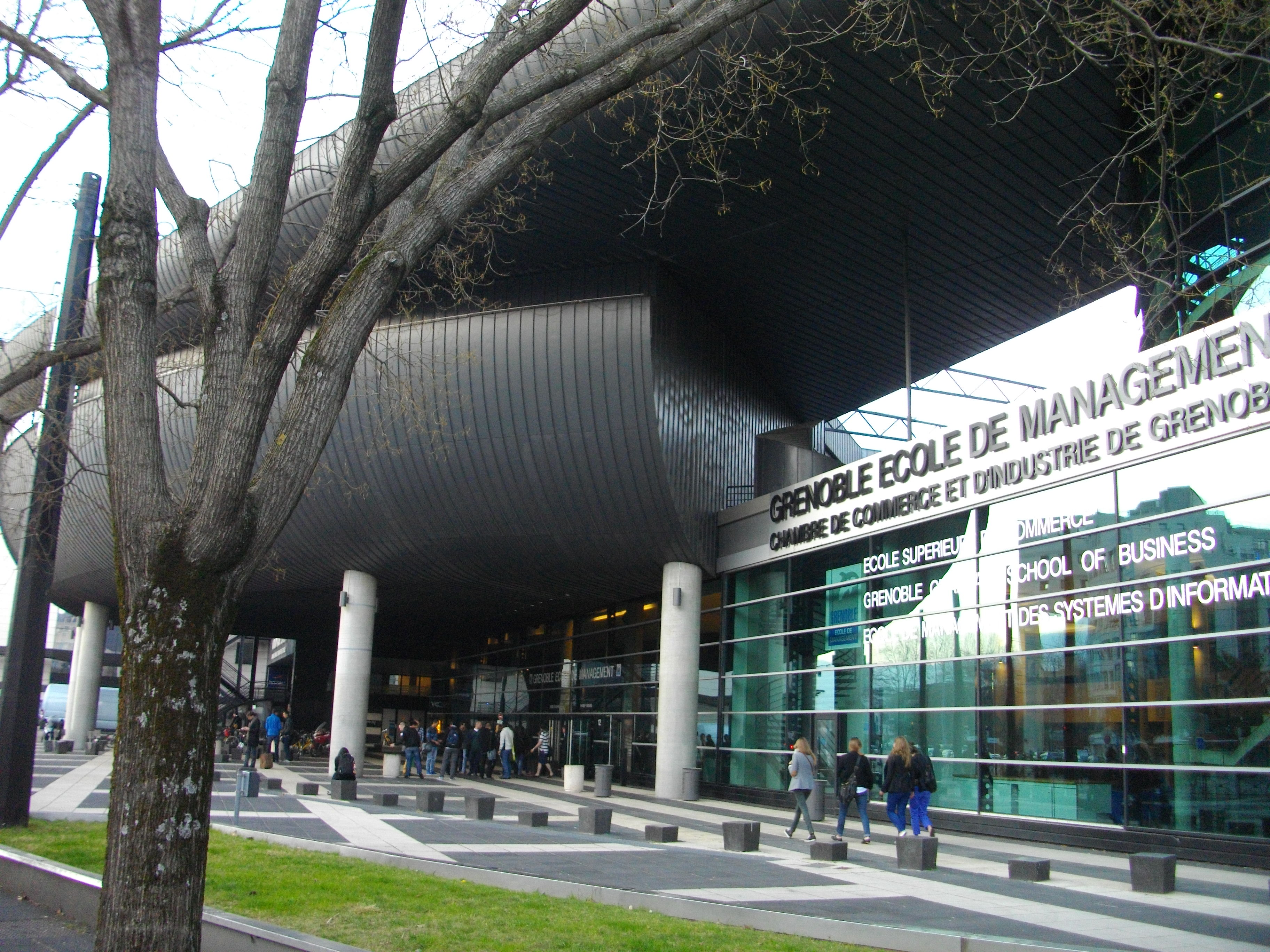

Grenoble École de Management (GEM) är en europeisk handelshögskola som verkar i Grenoble och Paris. Skolan grundades år 1984.
År 2015 låg GEM på tjugonde plats bland Financial Times rankinglista på europeiska handelshögskolor. Skolans Master in Management program (magistersprogram i företagsledning) nådde tjugonde plats på Financial Times globala rankinglista år 2015. Skolans MBA program är rankat nummer 94 i världen.
Alla GEM program är internationellt trippelackrediterade av AMBA, EQUIS och AACSB. 
Bland skolans alumner finns ett antal framstående affärsmän och politiker.